# Doki Doki! Pretty Cure
A Dokidoki Precure vagy Glitter Force Dokidoki (Japán: ドキドキ！プリキュア, szó szerint „Szívdobogás! Pretty Cure”) egy japán anime sorozat a Toei Animation készítésével, a 10 részlet Todo Izumi Precure című anime univerzumából. A sorozatot Shirabata Hiroaki készítette, aki a Digimon Data Squard készítője is. A forgatókönyv írója Yamaguchi Ryota, aki a The Vision of Escaflowne forgatókönyvét is írta. A karakterdizájnt Takahashi Akira készítette, akinek előzőleg a Suite Precure dizájnját köszönhetjük. 
A sorozat az ANN hálózaton futott 2013. február 3. és 2014. január 26. között, a Smile Precure című sorozat után, a Happiness Charge Precure című sorozatot megelőzve. Egy animációs film is megjelent hozzá 2013. október 26-án. A sorozat témája az ütőkártyák és az emberi érzések.
A Toei gyártott egy nemzetközi szinkront a sorozatból, az eredeti 49 részt lerövidítve 30 részre. A Saban Brands nevű amerikai stúdió felvásárolta a sorozatot, a Glitter Force logó 2017 júniusában került nyilvánosságra. Az első 15 epizód 2017. augusztus 18-án kezdett el futni a Netflixen, míg a második 2017. november 10-én. Ez a harmadik Precure sorozat, ami angol szinkront kapott és a második, amelyik Glitter Force márka alatt jelent meg.

## Cselekmény
A Trump Királyság (vagy Splendorius Királyság, トランプ王国) egy varázslatos világ, ahol az emberek békében élnek Princess Maria Ange hercegnő irányítása alatt. Azonban egy nap egy gonosz erő, a Jikochu (vagy Mercenare) megtámadta a királyságot. Egy harcos, aki Maria Angelicát szolgálta, elment a Földre a tündér partnerével, hogy megtalálja az eltűnt hercegnőt. Ugyanúgy a Földre utazott három fiatal tündér is, hogy megtalálják a három szuper erővel bíró lányt akik meg tudják menteni a királyságot.
Sharuru (vagy Kippie), az egyik tündér találkozik egy lelkes középiskolás lánnyal, Manával (vagy Mayával) aki akkor kirándul az osztályával a Lóhere Toronynál. Amikor Mana találkozott egy Jikochu (vagy Distain) nevű szörnnyel, ami egy ember szívéből lett formálva, Sharuru lehetőséget ad neki, hogy átváltozzon Cure Heart-á (vagy Glitter Heart) a Cure Loveads (vagy Glitter Charm, キュアラビーズ Kyua Rabīzu, „Gyógyító Szerelemadó”) és egy mobiltelefonszerű Lovely Commune (vagy Glitter Pad ラブリーコミューン Raburī Komyūn) nevű eszköz segítségével. Manához csatlakozik Rikka (Rachel) és Alice (Clara), valamint Makoto (Mackenzie) és ők lesznek a Glitter Force csapat.

## Szereplők

### Főszereplők
A főszereplők egy lánycsapat, akik mágikus Precure-vé tudnak változni. Erejük a gyűjthető kitűzőkből, a Cure Lovead-ból származik amit belehelyeznek az okostelefon-szerű eszközbe amit Lovely Commune-nak hívnak. Amikor átváltoznak a mágikus alteregójukra, kiabálják, hogy „Precure Love Link!” (vagy Glitter Force Makeover! プリキュア ラブリンク! Purikyua Rabu Rinku!, "Pretty Cure, Szerelem Kapcsolat!") és belerajzolják a L-O-V-E betűit az eszközükbe. A Loveeadok növelni tudják az erejüket. Későbbi részekben a lányok fejlődnek, így tudják használni a Love Heart Arrow-ot aminek jóval több ereje van, mint az egyszerű Cure Loveadoknak. Ezzel a mondattal mutatkoznak be az ellenség előtt: „Hallgasd a szeretet ritmusát! Dokidoki Precure (vagy „Mindenki együtt! Glitter Force Dokidoki” (響け愛の鼓動！ドキドキ！プリキュア Hibike ai no kodō! DokiDoki! Purikyua, "Listen to the heart beat of love! DokiDoki! Pretty Cure", „All Together! Glitter Force Dokidoki”).
Mana Aida / Maya Aida (相田 マナ Aida Mana) a.k.a. Cure Heart / Glitter Heart (キュアハート Kyua Hāto, „Gyógyító Szív”) Szinkronja: Hitomi Nabatame (Japán); Debi Derryberry (Angol)
Mana egy energikus diákönkormányzati elnök az Ogai First Public Középiskolában, (vagy Sea Shell Bay Middle School (大貝第一中学 Ōgai Daiichi Chūgaku) nevű középiskolájában. Rövid, sötét rózsaszín haja és rózsaszín szemei vannak. Mindenkin próbál segíteni, általában előbb cselekszik, mint gondolkozik a következményeken. Családja egy Pigtail (ぶたのしっぽ Buta no Shippo, "The Pig's Tail") nevű éttermet vezet. Az átváltozott alakjának hosszú, szőke haja van lófarokba kötve. A fő színe a rózsaszín és az ütőkártyája a szív.
Rikka Hishikawa / Rachel Hishikawa (菱川 六花 Hishikawa Rikka) a.k.a. Cure Diamond / Glitter Diamond (キュアダイヤモンド Kyua Daiyamondo, „Gyógyító Gyémánt”) Szinkronja: Minako Kotobuki (Japán); Cassandra Lee Morris (Angol)
Mana legjobb barátnője 10 éve, amióta a szomszédságába költözött. Hosszú, kék haja van és kék szeme, piros szemüveget visel. Az iskolában ő a diákönkormányzat titkára és az ország 10 legjobbja közt van a nemzeti vizsgák terén. Gyakran próbálja távol tartani Manát az őrült dolgoktól. Állítása szerint nem jó sportoló, és utolsó a sportversenyeken. Az apja fotóművész aki sokat utazik így Rachel sokszor ír neki levelet. Anyja orvos, így ő is ritkán van otthon.
Alteregója Cure Diamond, Raquel nevű tündér a partnere, amikor átváltozik, világoskék haja van lófarokban. Az ellenségeit fagyasztással és jéggel támadja. Fő színe a kék, kártyamotívuma a gyémánt.
Alice Yotsuba / Clara Yotsuba (四葉 ありす Yotsuba Arisu) a.k.a. Cure Rosetta / Glitter Clover (キュアロゼッタ Kyua Rozetta, „Gyógyító Rozetta”) Szinkronja: Mai Fuchigami (Japán); Melissa Fahn (Angol)
Alicenek barna haja van kontyban és barna szeme. Mana és Rikka barátja, általános iskola óta ismeri őket, amikor a két lány megvédte az iskolai piszkálás elől. Nagyon jómódú családból származik, akik a Lóhere Tornyot is birtokolják, valamint megannyi üzletet a városban. A Nanatsuhashi Privát Akadémiára jár. Harcművészetet tanult a nagyapjától gyermekkorában, hogy legyőzze a félelmét mivel annak idején verekedésbe keveredett. Egy biztonsági rendszer segítségével jön rá a Glitter Force mivoltjára, amikor Mana átváltozik a Lóhere Toronyban. Eleinte nem hajlandó Precure-vá válni, csak támogatni szeretné őket, de rájön, hogy a harc fontos abból a szempontból, hogy megvédje a barátait. A szépségversenyes epizódban a lányok próbálták megfékezni, hogy Alice elveszítése az önuralmát.
Alteregója Cure Rosetta, hosszú narancs haja van hullámos copfokban összefogva. A tündér partnere Lance. Védelmezni akaró vágyának köszönhetően ereje a védelmezés egy lóhere alakú pajzs segítségével. Színe a sárga, ütőkártyája a lóhere.
Makoto Kenzaki / Mackenzie Mack (剣崎 真琴 Kenzaki Makoto) a.k.a. Cure Sword / Glitter Spade (キュアソード Kyua Sōdo) Szinkronja: Kanako Miyamoto (Japán); Stephanie Sheh (Angol)
Mackenzie egy énekesnő a Splendorius Királyságban, valamint az utolsó Precure harcos Manáék előtt. Erős felelősségtudata van és erősen kötődik Ange hercegnőhöz. Amikor a királyságot elfoglalták a Jikochuk, elvált a hercegnőtől. A földi világba érkezett és eltökélten kereste a hercegnőt, valamint felvette emberi identitását és popsztárrá vált remélve, hogy a hangja majd eléri Ange hercegnőt.
Kezdetben ellenezte, hogy csatlakozzon a többiekhez, bár Makoto hamar megnyílt nekik és felfedte identitását elfogadva segítségüket, hogy majd együtt megtalálják a hercegnőt, később beiratkozott Mayáék iskolájába. Tündérpartnere Davi. Mivel először jár az emberi világban, nem sok mindent tud arról.
Mint Cure Sword, a sötétlila haja átváltozik világossá és lófarka lesz. Színe a lila és kártyamotívuma a penge.
Aguri Madoka / Natalie Madoka (円 亜久里 Madoka Aguri) a.k.a. Cure Ace / Glitter Ace (キュアエース Kyua Ēsu) Szinkronja: Rie Kugimiya (Japán); Erica Lindbeck (Angol)
Egy titokzatos, általános iskolás negyedik osztályos lány, aki először a 22. részben jelenik meg amikor megvédi a többieket Regina támadásától. Alapjáraton eléggé nyugodt, csendes és bölcs, gyakran leckézteti hőseinket, és sürgeti, hogy legyenek erősebbek. Szigorú viselkedése ellenére gyengéje az édességek. Nagyon szereti Ait és olyan mintha a kishúga lenne neki. Rejtélyes okokból kifolyólag már a cselekmény kezdete előtt Precure-é vált, elkülönítve Aitól miután a Jikuchu király legyőzte és semmire nem emlékszik a történtekre. Mari a mostoha nagyanyja örökbe fogadta a vele történtek után. Egyszer amikor a Royal Crystalok össze lettek gyűjtve, újra egyesült Aival és visszanyerte küldetéstudatát. Később kiderül, hogy ő Ange hercegnő lelkének jóindulatú fele és azt hiszi, hogy az a sorsa, hogy harcoljon Reginával, a biológiai nővérével. A tündérpartnere Ai.
Mint Cure Ace, mindössze csak öt percig tud Precure maradni, és a teste felnőtté változik, haja tűzpiros lesz. A többiekkel ellentétben ő átváltozáshoz a Love Eyes Palette (ラブアイズパレット Rabu Aizu Paretto)-t használja Ai segítségével, az átváltozó szövege: "Pretty Cure, Dress Up!" (プリキュア・ドレスアップ！ PuriKyua, Doresu Appu!). Harchoz egy egyedi rúzsszerű eszközt használ, a Love Kiss Rouge (ラブキッスルージュ Rabu Kisu Rūju)-t, amivel különböző támadási módszereket tud használni különböző színekben, amivel megtisztítja az ellenfelet. Színe a piros, ütőkártyája az ász.

### Támogató karakterek
Szereplők a Trump Királyságból (Splendorius Királyság,トランプ王国 Toranpu Ōkoku, Trump Kingdom):
Sharuru / Kippie (シャルル Sharuru) Szinkronja: Kumiko Nishihara (Japán); Tara Sands (Angol)
Sharuru egy rózsaszín tündér nyuszifülekkel, Mana partnere. Ő az egyetlen nőnemű a tündértrióból, valamint a legszenvedélyesebb és elevenebb. A mondatokat „~sharu!” toldalákkal zárja. A nevét „Charles”-ről kapta aki a szív királya a francia kártyajátékokban.
Raquel / Rorry (ラケル Rakeru) Szinkronja: Yuka Terasaki (Japán); Stephanie Sheh (Angol)
Rory egy kék tündér laza kutyafülekkel, Rikka partnere. Ő a trió egyike Sharuruval és Lancevel. A mondatokat „~keru” toldalékkal zárja. Nevét Rachelről kapta aki a francia kártyában a gyémánt királynője.
Lance (ランス Ransu) Szinkron: Ayaka Ohashi (Japán); Bryce Papenbrook (Angol)
Lance a sárga tündér maci fülekkel, Alice partnere. A tündérduó harmadik tagja. Kissé elkényeztetett. Később megtanul emberré változni, abban az alakban egy göndör kisfiú. A mondatokat „~de ransu” toldalékkal zárja. Lancelot-ról lett elnevezve, aki a gazfickó a francia kártyákban.
Davi (ダビィ Dabī) Szinkronja: Yumi Uchiyama (Japán); Erica Mendez (Angol)
Davi egy lila, macskaszerű tündér, Makoto partnere. Át tud változni felnőtt nővé, aki egyben Makoto menedzsere. Mondatait „~da byi” toldalékkal zárja. Davidről lett elnevezve aki a pengék királya a francia kártyában.
Joe Okada / Johnny (ジョー岡田 Jō Okada) Szinkronja: Takahiro Sakurai (Japán); Grant George (Angol)
Egy árus, ő adta Manának a Loveadot. Kalapot visel, szőke haja van. Egy csecsebecse üzletet vezet közel a Lóhere Toronyhoz és üzletet nyit a szomszédságban is. Először hallgat arról amit tud a királyságról, de utána felfedi magát mint Jonathan Klondike (ジョナサン・クロンダイク Jonasan Kurondaiku), a Trump Királyság egyik lovagja és Ange vőlegénye, aki azért utazott a Földre, hogy megtalálja őt. A sorozat végén a királyság megszűnik és a Trump Köztársaság miniszterelnökévé válik.
Princess Marie Ange / Princess Marie Angelica (マリー・アンジュ王女 Marī Anju Ōjo) Szinkron: Yuka Imai (Japán); Kate Higgins (Angol)
A Splendorius Királyság hercegnője, aki gyakran élvezte Makoto előadását és a kistestvéreként bánt vele. Amikor a Jikochuk megtámadták a királyságot, majdnem az összes erejét felhasználta arra, hogy lepecsételje a Jikochu királyt. Miután Sharuruékat a Földre küldte, Cure Sword-al együtt el kezdett menekülni, de útközben különváltak, majd Bel megtámadta és megpróbálta Jikochuvá változtatni. Ange megelőzte ezt, kettétörte a saját szívét, így született meg belőle Regina és Aguri, akik az apja iránti és a királyság iránti szeretetet testesítik meg, a hercegnő meg egy tojássá változott, amiből majd idővel Ai született meg. A Precurek azt hitték, hogy Ange jégbe van fagyva, aztán Aguri mutatta meg az igazságot nekik. Amit csinált a szívével, már nem visszafordítható, de tovább fog élni a szétválasztott lelkeiben.
Ai / Dina (アイちゃん) Szinkronja: Yuka Imai (Japán);
Egy titokzatos szárnyas újszülött. Joe boltjában, egy nagy tojásból kelt ki amikor Mana megérintette azt. Különböző mágikus képességei vannak, amik a hangulatától függenek, sokszor segít a lányoknak az erejük fejlesztésében. Saját Cure Loveadjai vannak, amikből a létfontosságú dolgait lehet megidézni, például a tejét, az ágyát. Sokszor mondja, hogy "kyuppi~!", "ai~!" vagy "kyuppi rappa~", de az idők során megtanul beszélni.
Aguri megjelenése után a partnere lett aki segít neki átalakulni Cure Ace-vé. Miután szétváltak, a Royal Crystalok összegyűjtése után újra csatlakoztak egymáshoz. Eleinte Joe-nál élt, majd varázserejével meggyőzte Mana családját, hogy ő a kistestvére és az ő házukban maradt. a 35. részben kiderült, hogy Ange küldte annak érdekében, hogy megvédje a Precurekat, aminek hátránya hogyha szomorú hangulatban van, a Jikochuk erősödnek. Később kiderül, hogy Ange újjászületett alakja. Fő motívuma az ámor.

### Gazemberek
A Jikochuk-k (vagy Mercenare, ジコチュー Jikochū, "önzőség") a fő ellenségek ebben a szériában. Azt szeretnék, hogy egy ősi sötét erő birtokolná a királyságot, céljuk, hogy átalakítsák az emberek érzelmeit önzőséggé és gyűlöletté és vágyuk, hogy a "Janergy" (ジャネジー Janejī) nevű erő felélessze a Mercenare királyt. A vezetők és a tagok egyaránt jelképezik a Hét Fő Bűnt.
Ira (イーラ Īra) Szinkronja: Mayumi Tanaka (Japán); Ben Diskin (Angol)
Ira tagja a Jikochu Trio-nak (vagy Mercenare Trio, ジコチュートリオ Jikochū Torio). Egy fiatal fiú kékesfehér hajjal, sárga szemekkel és denevérszárnyakkal a füle mögött. Alacsony az alkata. A 26. részben beleszeret Rikkába miután kitörlődött az emlékezete egy villám hatására. A fináléban ő és Marmo elmennek miután a Proto Jikochu le lett győzve. A neve a latin harag (Wrath) szóból származik, így a haragot jelképezi.
Marmo (マーモ Māmo) Szinkronja: Atsuko Tanaka (Japán); Carrie Keranen (Angol)
Marmo a Jikochu trió tagja, egy vezéralkatú nőszemély aki aszimmetrikus ruhát visel: az egyik fele egy ujjatlan ruha, a másik pedig egy téli öltözet. Hosszú, kékesfehér haja és sárga szeme van, valamint ő is denevérszárnyakat visel a füle mögött. A fináléban ő és Ira elhagyják a terepet amikor a lányok legyőzik a Proto Jikochut. A neve jelentése: kapzsiság.
Jikochu (vagy Distain)
A szörnyek a sorozatban amiket a lányoknak le kell győzni. Különböző teremtményekként jelennek meg. Rosszindulatú emberi érzésekből készülnek. A gazemberek befolyásolják az embert akiben a rosszindulat megszületik, majd kitépik az ember szívét ami ezután már csak egy denevérszárnyas Psyche (プシュケー Pushukē „psziche”) lesz, ami átalakul Jikochuvá. Mivel mindig különbözőek az áldozatok, különböző hangjai vannak. Mivel ezek az emberek részei, a Precureknak meg kell tisztítaniuk ezeket, amik átalakulnak tiszta, angyalszárnyak Psychévé majd visszajut az emberbe.
Bel (ベール Bēru) Szinkronja: Kazuhiro Yamaji (Japán); Ray Chase (Angol)
Bel a harmadik a trióból, egy szakállas férfi napszemüvegben. Miután megölte Levát és Gulát, a trió vezetőjévé válik, a Blood Rings gyűrűkkel irányítja Marmot és Irát, amit Leva és Gula ellopott Janergyjéből készített. Később elveszíti ezeket a gyűrűket amikor újra Regina lesz a vezető. A sorozat végén új erőre akart szert tenni úgy, hogy megeszi a Kikochu király egyik túlélő sejtjét, Bel Proto Jikochuvá változik majd amikor legyőzik és patkány lesz belőle. Neve a Belphegorból származik ami lustaságot jelent.
Regina (レジーナ Rejīna) Szinkronja: Kumiko Watanabe (Japán); Cherami Leigh (Angol)
Egy elkényesztetett és igényes lány hosszú szőke hajjal, piros szalaggal a hajában, kék szemmel és feketee ruhában, ő a Jikochu Trio másodparancsnoka és a Jikochu király lánya. Igazából ő Ange lelkének egyik fele. Úgy is tud Jikochut csinálni, hogy az emberek nem rendelkeznek rosszindulatú érzésekkel. Rövid időre megszállott lett a Royal Crystalok hatása miatt ami kegyetlenné és erőszakossá változtatta a személyiségét. Viszont utána összebarátkozott Manával és a többiekkel, csatlakozott is hozzájuk, ám az apja átmosta az agyát így újra az ellenségük lett. Miután Cure Ace legyőzi, egy időre elalszik. A 38. résztől kezdve újra a Jikochu trió vezetőjévé válik. A 39. részben megkapja a Miracle Dragon Glaive-t, mivel az érzései elértek az apja felé, így az sötétté változott. A végső csaták közben visszaemlékszik a Manával kötött barátságukra és az eredeti érzéseire, így visszaáll az ő oldalukra, hogy megmentse a valódi apját. A végén a curek szövetségese lesz, beiratkozik Mana iskolájába és új életet kezd. Míg a Regina latinul királynőt jelent, ő a szenvedélyt jelképezi.
Jikochu Király / Merchanare Király (キングジコチュー Kingu Jikochū, Szinkronja: Hōchū Ōtsuka (Japán); Patrick Seitz (Angol)
Ő vezeti Trump invázióját, emberek millióját Jikochuvá változtatva. Ange lezárta az erejét így mozdulatlan, a többi Jikochu vágya, hogy kiszabadítsák. Ő igazából Ange apja, a Trump királya, akit megszállt a Proto Jikochu. A 46. részben kiszabadult és elfoglalta a Földet. A precurek úgy győzték le, hogy kiszabadították a szívében raboskodó Trump királyt. A büszkeséget testesíti meg.
Proto Jikochu (プロトジコチュー Proto Jikochū) Szinkronja: Masami Iwasaki (Japán)
A legfőbb gonosztevő a sorozatban. Egy gonosz egység ami le lett zárva a Golden Crown-al több száz évvel ezelőtt. Amikor a Trump királya ellopta a koronát, hogy meggyógyítsa vele a lányát, Ange-t, a Proto Jikochu megtámadta és megszállta a királyt, így született meg a Jikochu király. Amikor a Jikochu király el lett pusztítva, az egyik sejtjét Bel megette és új testet adott neki. Cure Heart Pantheon Módja segítségével tudta legyőzni. Az eredendő bűnt jelképezi.
Leva (リーヴァ Rīva) Szinkronja: Nobuo Tobita (Japán)
Leva a Jikochu király helyettese. Szakállas, ki van sminkelve és kalapot hord. Nagyon vékony hangon beszél és Belt „Belkének” szólítja. A 31. részben miután a precurek legyőzték, Bel megölte őt. Az irigység megtestesítője.
Gula (グーラ Gūra) Szinkronja: Masuo Amada
Leva a Jikochu király helyettese. Egy nagytestű és izmos férfi hegyes fogakkal aki mindent nem csak ételt szokott enni. A 31. részben miután a precurek legyőzték, Bel megölte őt. Az falánkság megtestesítője.
Másik két tag is megjelent a 46. részben de ők nem kaptak szerepet: Lust (ルスト Rusuto) és Goma (ゴーマ Gōma)

### Egyéb karakterek
Sebastian (セバスチャン Sebasuchan) Szinkronja: Izō Oikawa (Japán); Kirk Thornton (Angol)
A fő komornyikja Alicenek aki mindig vigyáz rá. Egy idős úriember nagy bajusszal. Ismeri a lányok titkát és segíti is őket ahogy tudja.
Kentaro Aida (相田健太郎 Aida Kentarō) Szinkronja: Nobuaki Kanemitsu (Japán); Kyle Hebert (Angol)
Mana apja aki egy séf és a Pigtail éttermet vezeti
Ayumi Aida (相田あゆみ Aida Ayumi) Szinkronja: Harumi Ueda (Japán); Laura Post (Angol)
Mana anyja, a Pigtail éttermet vezeti
Sokichi Bandō (坂東宗吉 Bandō Sōkichi) Szinkronja: Akihiko Ishizumi (Japán); Kyle Hebert (Angol)
Mana nagyapja aki folyton Kentaroval veszekszik azon, hogy ki tud jobban főzni.
Jun Saotome (早乙女純 Saotome Jun)
Manáék iskolájába jár, egy évvel fiatalabb náluk. Eléggé esetlen, felnéz Manára. A fináléban ő lesz a diákönkormányzat új elnöke.
Reina Itsutsuboshi / Nellie Knotty (五星麗奈 Itsutsuboshi Reina) Szinkronja: Hyo-sei (Japán); Laura Post (Angol)
Egy szőke, vörös szemű, hiú lány. Egy nagyon gazdag családból származik, már általános iskola óta Alice riválisa.
Karuta Királynő (かるたクィーン Karuta Kuīn)
A 14. részben szerepel, ő a leghíresebb karuta világában, Rikka ellen játszik.
Tamaki Otori (おおとり環 Ōtori Tamaki)
A 15. részben szerepel, egy tapasztalt színész, A Hófehérke darabban játszja a mostohát. Elég kemény elvárásai vannak Makotóval szemben, de ettől függetlenül nem rossz ember.

### Film karakterek
Marsh (マシュー Mashuu) Szinkronja: Shōsuke Tanihara
A főgonosz a filmben. Egy férfi aki egy fuvolát cipel magával. Azt állítja magáról, hogy ő az „emlékek birodalmának a királya” és valamiért utálja Manát és az összes embert aki eldobja a régi dolgait az újért és őket örökre a saját múltjukba akarja zárni. Később kiderül, hogy ő Mallow, Mana kedvenc kutyája aki egy autóbalesetben hunyt el.
Mannequin Carmine (マネキンカーマイン Manekinkāmain) Szinkronja: Mayumi Asano
Egy élő kirakatbaba. Egyike Marsh társainak.
Silver Clock (シルバークロック Shirubākurokku) Szinkronja: Minoru Inaba
Egy óraszerű teremtmény. Egyike Marsh társainak.
Purple Buggy (パープルバギー Pāpurubagī) Szinkronja: Hisao Egawa
Egy csontvázbiciklis-szerű teremtmény egy motorból és egy bicikliből készítve. Marsh társainak egyike.
Bebel (べベル Beberu) Szinkronja: Kazuko Sugiyama
Egy titokzatos tündér aki segít a többieknek megmenteni Manát és megállítani Marshot. Az igazi kiléte ismeretlen, de a végén kiderül, hogy ő Mana elhunyt nagymamája, Bando Isuzu.
Clarinet (クラリネット Kurarinetto) Szinkronja: Masaru Ikeda
A főgonosz a filmben és ő áll az egész mögött. Elsőnek, ez az a klarinét amit Marsh cipel. Aztán amikor Marsh képtelen megölni Manát, ő veszi át az irányítást, hogy elpusztítsa az egész jövőt. Később Cure Heart legyőzte az Engage Módjában. Feltűnik a Happiness Charge Precure filmjében is, ahol kiderül, hogy Black Fang készítette, hogy legyőzze a precurekat.

## Média

### Anime
Az évad az ABC-n és más egyéb ANN helyen futott, 2013. február 3. és 2014. január 26. közt. Marvelous AQL megjelentette a sorozat DVD kiadását 2013. május 29-én és Blu-Ray kiadásban 2013. szeptember 27-én.
A Toei Animation létrehozott egy angol és más egyéb nyelvű szinkront a sorozatnak, aminek Glitter Force Dokidoki a neve. Az első évada 2017. augusztus 18-án került fel a Netflixre 15 résszel és különféle nyelveken. A második 2017. november 10-én szintén 15 résszel. Dokidoki a második évada a Glitter Force márkának követve a Toei újabb nyereségét a Sabandból, azonban a Saban csak egy angol verziónak lett jóváhagyva.

### Filmek
A Dokidoki Precure megjelent a Precure All Stars filmben is, a Precure All Stars New Stage 2: Friends of the Heart (プリキュアオールスターズ New Stage 2 こころのともだち PuriKyua Ōru Sutāzu Nyū Sutēji Tsū: Kokoro no Tomodachi, „Precure Összes Csillag Új Színpad 2: A szív barátai”), ami 2013. március 16-án lett leadva a japán mozikban, egy hivatalos háttérzene albummal 2013. március 13-án. A sorozat filmje a DokiDoki! Precure the Movie: Mana's Getting Married!!? The Dress of Hope Tied to the Future (映画 ドキドキ!プリキュア マナ結婚!!? 未来につなぐ希望のドレス Eiga DokiDoki! Purikyua: Mana Kekkon!!? Mirai ni Tsunagu Kibō no Doresu, „Dokidoki Precure Film: Mana Hazásodik!!? A remény ruhája a jövővel összekötve”) 2013. október 26-án lett leadva, a háttérzene albuma 2013. október 23-án jelent meg.

### Zene
A sorozatnak 3 zenéje van: egy nyitódal és két záródal. A nyitódal a "Happy Go Lucky! DokiDoki! Precure" (Happy Go Lucky！ドキドキ！プリキュア Happy Go Lucky! DokiDoki! Purikyua, „Boldogság menj, szerencse! Dokidoki Precure”) amit Kurosawa Tomoyo énekel. Az első 26 rész záródala a "Kono Sora no Mukō" (この空の向こう, "Beyond the Sky", „Az égen túl”), a többi résznek pedig a "Love Link" (ラブリンク Rabu Rinku, „Szeretet Kapcsolat”) amiket Yoshida Hitomi énekel. A nyitódal Kiyooka Chiho komponálta, a záródalokat Dr.Usui, a háttérzenék Takaki Hiroshi készítette. Van egy karakter album is amit Miyamoto Kanako énekel (Cure Sword szinkronja) „Songbird” (Zenemadár) a címe, 2013. május 29-én adta ki a Marvelous AQL, az első eredeti háttérzene albummal, aminek neve Pretty Cure Sound Love Link.
A sorozat első vokális albumának neve DokiDoki! PreCure Vocal Album 1 ~Jump up, GIRLS!~ (ドキドキ！プリキュア ボーカルアルバム1 ~Jump up, GIRLS!~ Dokidoki! PuriKyua Bōkaru arubamu 1 ~Jump up, GIRLS!~,), 2013. július 17-én lett kiadva. A második album 2013. november 6-án aminek neve ~100% PRECURE DAYS☆~. Október 20-án a második háttérzen album jelent meg aminek neve Pretty Cure Sound Arrow. 2014. január 15-én egy best vokál album lett kiadva.
Az angol verziónak a nyitódala "Glitter Force Doki Doki Theme Song" amit Kamiel Noam kompozált és a Blush énekeli.

### Manga
Egy mangaváltozat is megjelent a Kamikita ikrek által a Kodasha Nakayoshi magazinjában 2013 márciusától 2014 februárjáig.

### Áruk
Rengeteg áru lett kiadva amíg a sorozat futott, például táskák, órák, esőkabátok. Játékok is megjelentek a curek átváltozó és támadó eszközei amiket a Bandai jelentetett meg amíg a sorozat futott.

### Videójáték
A karakterek megjelennek egy táncolós videó játékban, aminek neve PreCure All Stars: Everyone Gather Let's Dance! (プリキュアオールスターズ ぜんいんしゅうごう☆レッツダンス！ Purikyua Ōru Sutāzu Zen'in Shūgō Rettsu Dansu!, „Precure Összes Csillag: Mindenki gyűlik a táncra”), ami 2013. március 28-án jelent meg a Wii által. A másik játék a sorozat történetét dolgozza fel, neve Dokidoki! PreCure Narikiri Life! (ドキドキ!プリキュア なりきりライフ! Dokidoki! Purikyua Narikiri Raifu!, „Dokidoki Precure Narikiri élet”), amit a Bandai által a Nintendo 3DS jelentetett meg 2013. augusztus 1-jén.

## Magyarázatok
Az „”-ben lévőek általában a név nem hivatalos, szabad fordításai. Neveknél először a japán, utána a Glitter Force Dokidoki-ban szereplő név jelenik meg, majd zárójelben az egyéb írásmódjai. Zárójelben a "vagy" után mindig a Glitter Force-ben lévő név jelenik meg.

## Fordítás
- Ez a szócikk részben vagy egészben  a   DokiDoki! PreCure című angol Wikipédia-szócikk fordításán alapul.  Az eredeti cikk szerkesztőit annak laptörténete sorolja fel. Ez a jelzés csupán a megfogalmazás eredetét és a szerzői jogokat jelzi, nem szolgál a cikkben szereplő információk forrásmegjelöléseként.